# Edmund Andros
Edmund Andros (Londres, 6 de diciembre de 1637-Londres, 24 de febrero de 1714) fue un intendente colonial inglés que gobernó en Norteamérica.
Fue designado gobernador de Nueva York y Nueva Jersey en 1674, siendo revocado del mando en 1681 después de las quejas de algunos colonizadores. Volvió a gobernar en 1686 pero ahora en la jurisdicción territorial de Nueva Inglaterra, un tipo de supercolonia impuesta por Gran Bretaña.
Su intromisión en el gobierno local suscitó un resentimiento muy marcado entre los colonos y en 1688 se le rebelaron y lo encarcelaron. Se le obligó a volver a Inglaterra pero regresó después para gobernar en Virginia (1692) y en Maryland entre 1693 y 1694.
- Datos: Q659069
- Multimedia: Edmund Andros / Q659069